# Villeneuve-Saint-Salves
Pour les articles homonymes, voir Villeneuve.
Villeneuve-Saint-Salves est une commune française située dans le département de l'Yonne en région Bourgogne-Franche-Comté.

## Géographie
Villeneuve-Saint-Salves fait partie de l'agglomération d'Auxerre, c'est une commune membre de la communauté de l’Auxerrois.

### Climat
Pour des articles plus généraux, voir Climat de la Bourgogne-Franche-Comté et Climat de l'Yonne.
En 2010, le climat de la commune est de type climat océanique dégradé des plaines du Centre et du Nord, selon une étude du Centre national de la recherche scientifique s'appuyant sur une série de données couvrant la période 1971-2000. En 2020, Météo-France publie une typologie des climats de la France métropolitaine dans laquelle la commune est exposée à un climat océanique altéré et est dans la région climatique  Lorraine, plateau de Langres, Morvan, caractérisée par un hiver rude (1,5 °C), des vents modérés et des brouillards fréquents en automne et hiver. 
Pour la période 1971-2000, la température annuelle moyenne est de 10,7 °C, avec une amplitude thermique annuelle de 15,6 °C. Le cumul annuel moyen de précipitations est de 775 mm, avec 11,7 jours de précipitations en janvier et 7,9 jours en juillet. Pour la période 1991-2020, la température moyenne annuelle observée sur la station météorologique de Météo-France la plus proche, « Ligny-le-Châtel », sur la commune de Ligny-le-Châtel à 9 km à vol d'oiseau, est de 11,5 °C et le cumul annuel moyen de précipitations est de 772,9 mm. 
La température maximale relevée sur cette station est de 40,7 °C, atteinte le 7 août 2003 ; la température minimale est de −22 °C, atteinte le 16 janvier 1985,,. 
Les paramètres climatiques de la commune ont été estimés pour le milieu du siècle (2041-2070) selon différents scénarios d'émission de gaz à effet de serre à partir des nouvelles projections climatiques de référence DRIAS-2020. Ils sont consultables sur un site dédié publié par Météo-France en novembre 2022.

## Urbanisme

### Typologie
Au 1er janvier 2024, Villeneuve-Saint-Salves est catégorisée commune rurale à habitat dispersé, selon la nouvelle grille communale de densité à sept niveaux définie par l'Insee en 2022.
Elle est située hors unité urbaine. Par ailleurs la commune fait partie de l'aire d'attraction d'Auxerre, dont elle est une commune de la couronne,. Cette aire, qui regroupe 104 communes, est catégorisée dans les aires de 50 000 à moins de 200 000 habitants,.

### Occupation des sols
L'occupation des sols de la commune, telle qu'elle ressort de la base de données européenne d’occupation biophysique des sols Corine Land Cover (CLC), est marquée par l'importance des forêts et milieux semi-naturels (65,4 % en 2018), une proportion identique à celle de 1990 (65,4 %). La répartition détaillée en 2018 est la suivante : 
forêts (65,4 %), prairies (20,6 %), terres arables (9,8 %), zones agricoles hétérogènes (4,3 %). L'évolution de l’occupation des sols de la commune et de ses infrastructures peut être observée sur les différentes représentations cartographiques du territoire : la carte de Cassini (XVIIIe siècle), la carte d'état-major (1820-1866) et les cartes ou photos aériennes de l'IGN pour la période actuelle (1950 à aujourd'hui).

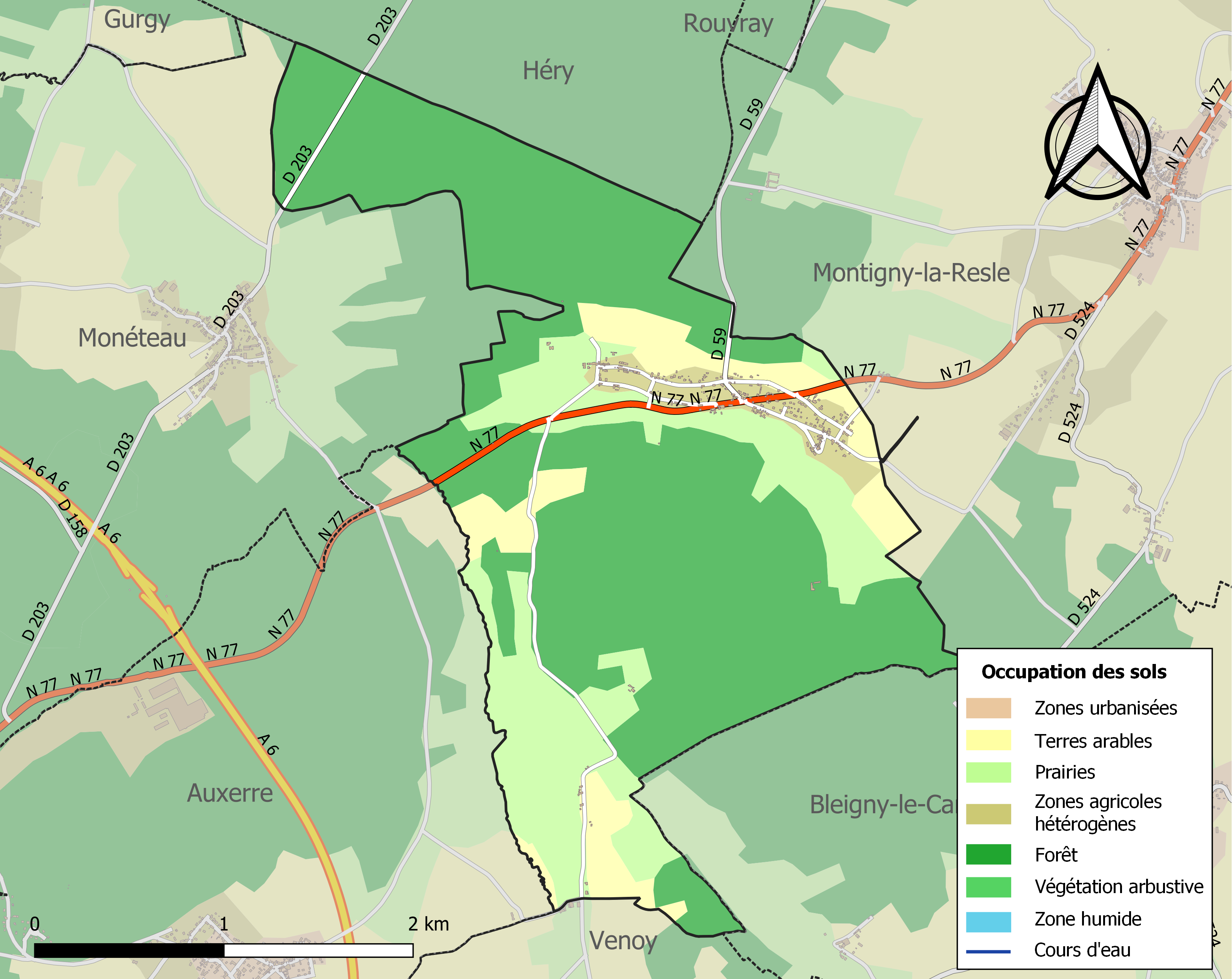
Carte des infrastructures et de l'occupation des sols de la commune en 2018 (CLC).

## Politique et administration
| Période    | Période  | Identité                   | Étiquette | Qualité |
| ---------- | -------- | -------------------------- | --------- | ------- |
|            |          |                            |           |         |
| avant 2006 | 2014     | Jean-François Flèche-Loisy | UDF       |         |
| 2014       | En cours | Lionel Mion                |           |         |

## Démographie
L'évolution du nombre d'habitants est connue à travers les recensements de la population effectués dans la commune depuis 1793. Pour les communes de moins de 10 000 habitants, une enquête de recensement portant sur toute la population est réalisée tous les cinq ans, les populations de référence des années intermédiaires étant quant à elles estimées par interpolation ou extrapolation. Pour la commune, le premier recensement exhaustif entrant dans le cadre du nouveau dispositif a été réalisé en 2006.

En 2022, la commune comptait 257 habitants, en évolution de +0,39 % par rapport à 2016 (Yonne : −1,95 %, France hors Mayotte : +2,11 %).
| 1793 | 1800 | 1806 | 1821 | 1831 | 1836 | 1841 | 1846 | 1851 |
| ---- | ---- | ---- | ---- | ---- | ---- | ---- | ---- | ---- |
| 168  | 199  | 196  | 193  | 226  | 254  | 248  | 254  | 250  |

| 1856 | 1861 | 1866 | 1872 | 1876 | 1881 | 1886 | 1891 | 1896 |
| ---- | ---- | ---- | ---- | ---- | ---- | ---- | ---- | ---- |
| 240  | 241  | 259  | 258  | 232  | 226  | 230  | 253  | 195  |

| 1901 | 1906 | 1911 | 1921 | 1926 | 1931 | 1936 | 1946 | 1954 |
| ---- | ---- | ---- | ---- | ---- | ---- | ---- | ---- | ---- |
| 179  | 186  | 162  | 152  | 123  | 130  | 139  | 134  | 129  |

| 1962 | 1968 | 1975 | 1982 | 1990 | 1999 | 2006 | 2011 | 2016 |
| ---- | ---- | ---- | ---- | ---- | ---- | ---- | ---- | ---- |
| 111  | 99   | 132  | 187  | 243  | 246  | 243  | 255  | 256  |

| 2021 | 2022 | - | - | - | - | - | - | - |
| ---- | ---- | - | - | - | - | - | - | - |
| 256  | 257  | - | - | - | - | - | - | - |

## Culture locale et patrimoine

### Lieux et monuments
- Chapelle Saint-Cloud.

### Patrimoine naturel
La commune est partiellement incluse dans la ZNIEFF continentale de type 1 du « Thureau de Saint-Denis » concerne 460 hectares sur les trois communes de Bleigny-le-Carreau (environ 252 ha), Montigny-la-Resle (~ 54 ha), Villeneuve-Saint-Salves (~143 ha) et Égriselles (~11 ha),. Elle est centrée autour du Thureau de Saint-Denis, une hauteur de 295 m d'altitude ; le point le plus bas sur la ZNIEFF est de 145 m près de Curly dans le sud de Villeneuve-Saint-Salves. Les habitats déterminants de cette ZNIEFF sont les tourbières et marais, mais l'habitat largement dominant est la forêt qui couvre sur les pentes du Thureau de Saint-Denis.

### Héraldique
| Blason de Villeneuve-Saint-Salves | Blason  | Parti d'or et d'azur ; à trois annelets au trait de sable, chargé chacun de douze grènetis du même, brochant sur le tout. |
| Blason de Villeneuve-Saint-Salves | Détails | Adopté par la municipalité.                                                                                               |